# World of Warships
World of Warships er et computerspil, der blev publiceret af Wargaming.net, som også har udgivet bl.a. World of Tanks.
Spillet blev udgivet 17. september 2015 og bliver opdateret med jævne mellemrum.
World of Warships er et multiplayer onlinespil, hvor man spiller imod andre spillere rundt omkring i verden.
| Spil | Spire Denne artikel om spil eller lege er en spire som bør udbygges. Du er velkommen til at hjælpe Wikipedia ved at udvide den. |